# 孔令瑜
孔令瑜（英語：Jackie Hung，1969年—），天主教徒，香港政治人物，孔子七十六代孫，香港天主教正义和平委员会干事，曾任民间人权阵线召集人。她在1987年畢業於聖保祿中學，與電台節目主持杜雯惠為同班同學。

## 生平
2003年由于她和「民陣」發起了五十萬人上街的「七一大遊行」，獲得美國《時代》周刊亞洲版選為四十歲以下的亞洲英雄之一。丈夫是前任社民连主席陶君行。
2013年10月，孔令瑜卸任民陣召集人，改由楊政賢上任。
| 前任： 新創設 | 民間人權陣線（民陣）召集人 2002年9月－2013年10月 | 繼任： 楊政賢 |